# Comparsa de Marinos Corsarios
Los Marinos Corsarios es una de las catorce comparsas que participan en las fiestas de Moros y Cristianos de Villena (España).

## Historia
Originalmente llamados marineros (hasta 1960), están documentados ya en 1884[cita requerida], aunque se desconoce exactamente la fecha de su fundación. Durante años vistieron el tradicional traje de marinero compuesto de pantalón blanco y guerrera y sombrero azul. En 1957 adoptaron otro atuendo más lujoso, basado en el traje de oficial de la Marina Española, chaquetilla azul con galones de almirante y gorra de plato blanca. Sin embargo esta novedad tuvo un escaso recorrido, ya que en 1959 las autoridades festeras, decididas a eliminar los anacronísmos de las Fiestas de Moros y Cristianos, prohibieron este traje junto al de la Comparsa de Americanos.

En 1960, se solicita al Ayuntamiento la dispensa para no participar en las fiestas y se comienza a trabajar en un nuevo proyecto partiendo desde cero. Se adopta un nuevo nombre, Marinos Corsarios, y un traje completamente diferente a los usados anteriormente. Hacen su primera aparición en 1963 y pronto consiguen una gran aceptación pasando en muy poco tiempo a ser la tercera comparsa en número de socios.
A principios de los 70 los Marinos Corsarios atraviesan un mal momento. Con el objetivo de hacer remontar la popularidad de las comparsa se decide hacer cambios en el traje para que resulte más económico y atractivo. En 1974 se crea además el “grupo de la ofrenda”, encargado de elaborar los monumentos de gran vistosidad y valor artístico que acompañan a la comparsa en este acto. 
Actualmente es la comparsa menos numerosa de cuantas participan en las fiestas de Moros y Cristianos de Villena, siendo su número de socios inferior a doscientos. Sin embargo, el compromiso de éstos con su comparsa es mucho mayor que el que se alcanza en las comparsas mayoritarias.